# Adalberto el Victorioso
Adalberto el Victorioso (ca. 985 - Melk, Baja Austria, 26 de mayo de 1055) fue un margrave de la familia Babenberg, que gobernó entre 1018 hasta su muerte en 1055.
Hijo de Leopoldo I y conde de Schweinachgau y Künzinggau, en los territorios oeste y sudoeste de Passau. Al morir su hermano Enrique I se convirtió en margrave de Austria, ostentando el título desde 1018 hasta su muerte en 1055.
Amplió las fronteras de Austria hasta el río Morava, para anexar a su dominio la zona de Weinviertel. Por esta época se formaron dos margraviatos, uno "húngaro" al Este y otro "bohemio" en el valle de Pulkautal.
Estuvo casado con Glismod, hermana de Meinwerk, Obispo de Paderborn, después contrajo matrimonio con Froiza, hija de Otto Orseolo, Dux de Venecia y hermana del rey Pedro I de Hungría. En su vejez padeció de artrosis, cuyo dato fue obtenido a partir de sus restos que se encuentran conservados en Melk.